# Exia Shelford
Exia Shelford coniugata Edwards (Ōpōtiki, 12 novembre 1975) è una rugbista a 15 e allenatrice di rugby a 15 neozelandese, nota anche come Exia Edwards, tre volte campione del mondo con le Black Ferns, in cui giocava nel ruolo di utility back.

## Biografia
Nata a Opotiki in una famiglia mista anglo-maori dedita al rugby (suo zio Frank fu un All Black negli anni ottanta, così come suo cugino Wayne "Buck" Shelford), Exia Shelford iniziò rappresentando Bay of Plenty nel netball prima di passare al rugby a XV nella stessa provincia e rappresentare anche, nel XIII, i NZ Māori.
Esordì nelle Black Ferns in occasione della Coppa del Mondo 1998 nei Paesi Bassi, competizione che la squadra in maglia nera si aggiudicò per la prima volta quell'anno; dopo aver rivinto la competizione nel 2002 si ritirò per un breve periodo per via della sua seconda gravidanza e il matrimonio con Graeme Edwards, rugbista del suo club d'origine; tornata all'attività agonistica dopo avere anche acquisito l'abilitazione arbitrale, vinse una sua terza Coppa del Mondo nel 2006; la sua attività internazionale per la Nuova Zelanda proseguì fino al 2009 con la selezione a 7.
Dopo la fine dell'attività agonistica si è dedicata ad attività di allenamento giovanile nella selezione di Bay of Plenty, che nel 2012 intitolò al suo nome una competizione annuale di rugby a 7 femminile, Exia Edwards Trophy, che si tiene tra le squadre della provincia.

## Palmarès
- Coppe del mondo: 3
Nuova Zelanda: 1998, 2002, 2006